# Hesagodu, Mudigere
Hesagodu là một làng thuộc tehsil Mudigere, huyện Chikmagalur, bang Karnataka, Ấn Độ.